# Scenopinus downsi
Scenopinus downsi är en tvåvingeart som beskrevs av Kelsey 1971. Scenopinus downsi ingår i släktet Scenopinus och familjen fönsterflugor. Inga underarter finns listade i Catalogue of Life.